# Kate d’Oriola
Kate d'Oriola (nume de fată Kate Delbarre, apoi Kate Bernheim în timpul primei căsătorii; n. 8 iunie 1925, Calais, Nord-Pas-de-Calais, Franța – d. 14 iunie 2025, Nîmes, Franța) a fost o scrimeră franceză specializată pe floretă, laureată cu patru medalii de argint și două medalii de bronz la Campionatul Mondial. A fost soția lui Christian d’Oriola, cel mai titrat campion francez din scrimă.

## Carieră
S-a apucat de scrimă când era studentă la Facultatea de drept din Lille. A continuat să se antreneze la Mulhouse, unde a trăit după ce s-a căsătorit. Sub numele de Kate Bernheim, s-a alăturat în anul 1952 lotului național francez, cu care a cucerit șase medalii mondiale din 1952 până în 1958. Datorită lecțiilor maestrului Roger Nigon la Societatea de scrimă din Basel, a devenit campionă națională a Franței în 1955 și în 1956. 
S-a calificat la Jocurile Olimpice din 1956 de la Melbourne. După ce antrenorul francez la cele trei arme a suferit un infarct miocardic la sosirea la Sydney, echipa feminină de floretă s-a pregătit cu campionul Christian d’Oriola. A terminat pe locul 5, o dezamăgire profundă pentru ea. A participat și la Jocurile Olimpice din 1960 de la Roma. S-a retras în 1961 din cariera sportivă.
În anul 1971, s-a recăsătorit cu Christian d’Oriola. În același an, a devenit căpitanul lotului feminin. Sub îndrumarea sa, Franța a câștigat în special medalia de argint la Jocurile Olimpice din 1976 de la Montréal și medalia de aur la Jocurile Olimpice din 1980 de la Moscova. În anul 1984, a pus punct carierei de antrenoare și s-a alăturat Comisiei regulamentelor a Federației Internaționale de Scrimă. A fost și membră Directoratului tehnic, însărcinat cu organizarea marilor competiții internaționale. În anul 2008 a fost numită membră de onoare a FIE.

## Legături externe
- en Kate d’Oriola la Olympedia.org